# Winforton
Winforton är en by i civil parish Willersley and Winforton, i grevskapet Herefordshire, i England. Byn är belägen 22 km från Hereford. Winforton var en civil parish fram till 1987 när blev den en del av Willersley & Winforton. Civil parish hade 151 invånare år 1961. Byn nämndes i Domedagsboken (Domesday Book) år 1086, och kallades då Widferdestune.